# Viktor Lundberg
Viktor Lundberg (* 4. März 1991 in Solna) ist ein schwedischer Fußballspieler. Der Offensivspieler, der für verschiedene schwedische Nachwuchsnationalmannschaften auflief, debütierte in der Spielzeit 2009 für AIK, als der Klub das Double gewann.

## Werdegang
Lundberg gehörte der Jugendabteilung des AIK an, wo er sich 2006 auch in die schwedische Juniorenauswahl spielte. 2007 gewann er mit der Nachwuchsmannschaft des AIK gegen IF Elfsborg die Juniorenmeisterschaft. Im folgenden Jahr gehörte er in der Vorbereitung auf die Spielzeit 2008 zum erweiterten Kader der Wettkampfmannschaft, ehe er in der anschließenden Saison für den Kooperationspartner Väsby United 27 Ligaspiele in der zweitklassigen Superettan bestritt. Im folgenden Jahr wechselte er zwischen beiden Klubs hin und her. Bei seinem Erstligadebüt im April 2009 gegen IF Brommapojkarna erzielte er in der 2. Spielminute direkt sein erstes Pflichtspieltor für AIK. Letztlich trug er in sechs Ligaspielen zum Meisterschaftsgewinn bei, während er zwölf Zweitligaspiele für Väsby United bestritten hatte. Auch zum Pokalsieg trug er bei, wenngleich nicht im Endspiel im Einsatz hatte er beim 1:0-Erfolg gegen IK Sirius im Achtelfinale den spielentscheidenden Treffer erzielt.
In den folgenden Jahren etablierte sich Lundberg im Kader der Erstligamannschaft. Im Juli 2011 verletzte er sich am Meniskus, Ende August kehrte er aufs Spielfeld zurück. Während der Vorbereitung auf die Spielzeit 2012 verlängerte er im Februar seinen Vertrag bei AIK bis Ende 2014. Im Saisonverlauf avancierte er unter Trainer Andreas Alm zum Stammspieler und erzielte fünf Tore, sein letztes Saisontor war zugleich das letzte Tor im später abgerissenen Råsundastadion.
Im Sommer 2013 verließ Lundberg sein Heimatland und schloss sich dem dänischen Klub Randers FC an.

## Titel und Erfolge
AIK Solna
- Fotbollsallsvenskan 2009
- Svenska Cupen: 2009
- Svenska Supercupen: 2010